# تشاسيتي ملفين
تشاسيتي ملفين (بالإنجليزية: Chasity Melvin)‏ مواليد 3 مايو 1976، هي لاعبة كرة سلة أمريكية. بدأت مسيرتها الاحترافية في سنة 1999. تم اختيارها من قبل فريق كليفلاند روكرز خلال الدرافت.

## المسيرة الاحترافية
لعبت مع كليفلاند روكرز من سنة 1999 إلى 2003، ثم لعبت مع واشنطن ميستيكس من سنة 2004 إلى 2007، ثم لعبت مع شيكاغو سكاي في موسم 2007–2008، ثم لعبت مع واشنطن ميستيكس في موسم 2009–2010.

## روابط خارجية
- تشاسيتي ملفين على موقع الاتحاد الوطني لكرة السلة النسائية (الإنجليزية)
- تشاسيتي ملفين على موقع كرة السلة الأوروبية.كوم (الإنجليزية)
- تشاسيتي ملفين على موقع كلية كرة السلة في سبورتس رفرنس.كوم (الإنجليزية)
- تشاسيتي ملفين على موقع بروبوليرز (الإنجليزية)
- تشاسيتي ملفين على موقع سبورتس رفرنس (الإنجليزية)
- تشاسيتي ملفين على موقع قاعة كارولاينا الشمالية للمشاهير الرياضية (الإنجليزية)